# Google AdSense
AdSense е рекламен сървър на „Гугъл“, който позволява регистрирация на уеб сайтовете, към които след това да бъде добавено рекламно съдържание. Собствениците на уеб сайтове могат да се регистрират в тази програма, за да имат възможност да показват насочени реклами (текстови, графични и видео) от „Гугъл“ на своите уеб сайтове.
Рекламните блокове могат да съдържат текстови хипервръзки или графично рекламно съдържание. В зависимост от държавата, в която се намират собствениците и типа на профила (индивидуален или фирмен), са достъпни няколко възможности за директно разплащане, тъй като директният ЕПС (електронен превод на средства) не е наличен за всички страни, в които услугата е достъпна.
Google Adsense е един от най-известните начини за монетизиране на уеб сайтове на света. Програмата позволява на ползващите я да печелят пари на база щраквания с мишката или брой показвания на банери, поставени на страници от уеб сайта.